# Münchhausen-syndromet
Münchhausen-syndromet er en sygdom, hvor patienten foregiver, overdriver eller skaber symptomer på sygdom for at få opmærksomhed og sympati.
Münchhausen-syndromet kaldes i ICD-10 sygdomsefterligning (helt eller delvist ubevidst) (F68.1) eller hospitaliseringssyndrom (eng.: Factitious disorder).
Ved den form der kaldes Münchausen Syndrom by Proxy (MSbP/MSBP) er "sygdomsofret" som regel patientens barn, mens forælderen får opmærksomhed og sympati som dets urolige mor eller far. Tilsyneladende har nogle forældre påført deres børn skader eller endog myrdet dem for selv at få opmærksomhed og omsorg.
Syndromet har sit navn efter Baron von Münchhausen, en tysk adelsmand, som efter at han i 1750 var pensioneret fra militæret fortalte fantastiske historier om sine oplevelser.
 Der er for få eller ingen kildehenvisninger i denne artikel, hvilket er et problem. Du kan hjælpe ved at angive troværdige kilder til de påstande, som fremføres i artiklen.